# 高橋里央
高橋 里央（たかはし りお、1994年2月18日 - ）は、日本の俳優である。本名同じ。
神奈川県出身。日本芸術高等学園卒業。2009年にブルージェイイーストよりアルファコアに移籍、2012年よりトキエンタテインメントに所属。母親は宝塚歌劇団（雪組）出身の女優である。2020年よりフロムファーストプロダクションに所属。

## 出演

### 舞台
2009年
- ミュージカル テニスの王子様（2009年 - 2010年） - 水野カツオ 役
  - The Treasure Match 四天宝寺 feat. 氷帝（2009年2月 - 3月）
  - Dream Live 6th（2009年5月）
  - The Final Match 立海 First feat.四天宝寺（2009年7月 - 10月）
  - The Final Match 立海 Second feat.The Rivals（2009年12月 - 2010年3月）

2010年
- ミュージカル テニスの王子様（2010年） - 水野カツオ 役
  - Dream Live 7th（2010年5月）

- ZIPANGパイレーツ（2010年2月） - セツナ王子 役
- 保育士の乱（2010年4月） - 主演・斎藤悠介 役
- ふしぎ遊戯（2010年10月） - 箕宿 役
- さよならの11月（2010年11月） - 山口尚人 役

2011年
- さよなら2月（2011年2月） - 主演・河東航 役
- I AM A HUMAN（2011年6月） - 三郎 役

2012年
- コードギアス 反逆のルルーシュ 騒乱 前夜祭（2012年4月） - リヴァル・カルデモンド 役
- DREAM-dandelion-（2012年7月） - ヒロシ 役
- サクラ大戦奏組 〜雅なるハーモニー〜（2012年9月） - 暮鏡一 役

2013年
- バイオハザードカフェで朝食を（2013年2月） - ファルコン 役
- へなちょこヴィーナス（2013年4月） - 金田辰夫 役
- ASU（2013年8月）
- サクラ大戦奏組 〜薫風のセレナーデ〜（2013年9月） - 暮鏡一 役

2014年
- カメレオン（2014年9月）

2015年
- 美内すずえ×ガラスの仮面劇場『女海賊ビアンカ』（2015年9月） - アリ 役

2016年
- 「カードファイト!! ヴァンガード」〜バーチャル・ステージ〜（2016年1月） - 森川カツミ 役
- ライブ・スペクタクル『NARUTO-ナルト-』ワールドツアー（2016年10月 - 12月） - 薬師カブト 役

2017年
- 夢王国と眠れる100人の王子様 ～Prince Theater～（2017年7月） - グレイシア 役

2018年
- ミュージカル「新☆雪のプリンセス」（2018年2月） - 親衛隊 役
- 『銀河鉄道999』～GALAXY OPERA～（2018年6月 - 7月） - アンサンブル
- LIVE THEATER「Royal Scandal～秘恋の歌姫（ディーヴァ）～」（2018年11月 - 12月） - ジャック 役

2019年
- 夢王国と眠れる100人の王子様 On Stage（2019年1月 - 2月） - グレイシア 役
- ハイパープロジェクション演劇 「ハイキュー!!」"東京の陣"（2019年4月 - 5月） - 赤間颯 役
- TAMAGOYAKI ～Time Ago Year Key～（2019年7月） - 小学生の翔 / キャバレーの客 役

2021年
- 朗読劇「天草独立戦記」（2021年5月）
- スタンディングオベーション（2021年8月 - 9月）

2024年
- ミュージカル「9 to 5」（2024年10月 - 11月）

### 映画
- 死にぞこないの青（2008年） - 秋永隆史 役[1]
- 青い鳥（2008年） - 生徒会長 役
- アントキノイノチ（2011年） - 山岳部員 役
- club nikora2（2011年） - タクヤ 役
- リアル鬼ごっこ3（2012年） - ヤスシ 役
- リアル人狼ゲーム 戦慄のクラッシュ・ルーム（2014年）
- 神さまの言うとおり（2014年）
- 空人（2015年） - 橋本勝雄 役
- 世界から猫が消えたなら（2016年）
- 結婚の報告（2025年） - 主演・敦也 役[12]

### テレビドラマ
- 都市伝説セピア「フクロウ男」（2009年、WOWOW）
- 明日の光をつかめ2（2011年、東海テレビ） - 春日 役
- 家族狩り 第3話（2014年、TBS）
- 鳳神ヤツルギ5（2015年、チバテレ〉 - 姫川レイジ/ブラックガイオン 役
- 花燃ゆ（2015年、NHK大河ドラマ） - 小田村篤太郎 役
- 相棒 Season21（2023年） - 伴坂健吾 役
- 連続テレビ小説 らんまん（2023年5月16日 - 、NHK） - 飯島悟 役
- CODE-願いの代償- 第1話（2023年7月2日、読売テレビ・日本テレビ） - 県警の職員 役
- ACMA:GAME 第4話（2024年4月28日、日本テレビ）[13]
- ACMA:GAME 第4話 - （2024年4月28日 - 6月9日、日本テレビ） - グングニルの黒服集団 役

### ミュージック・ビデオ
- かりゆし58「愛を信じている」（2014年）

### CM
- コナミ「実況パワフルプロ野球2」[1]

### オリジナルビデオ
- さとるだよ